# گلن فرک (ویرجینیای غربی)
گلن فرک(به انگلیسی: Glen Fork) شهری در ایالت ویرجینیای غربی کشور ایالات متحده آمریکا است که جمعیت آن در سرشماری سال ۲۰۱۰ میلادی، ۴۸۷ نفر بوده‌است.